# Récompenses des Pistons de Détroit
Les Pistons de Détroit sont une franchise de basket-ball américaine évoluant dans la National Basketball Association. Cet article regroupe l'ensemble des récompenses des Pistons de Détroit durant les saisons NBA.

## Titres de l'équipe

### Champion NBA
Les Pistons ont gagné 3 titres de champion NBA : 1989, 1990, 2004.

### Champion de conférence
Ils ont remporté 5 titres de champion de la conférence Est : 1988, 1989, 1990, 2004, 2005.

### Champion de division
Les Pistons ont été 11 fois champion de leur division : 1955, 1956, 1988, 1989, 1990, 2002, 2003, 2005, 2006, 2007, 2008.
Ces titres se répartissent en 2 titres de la division Ouest et 9 titres de la division Centrale.

## Titres individuels

### MVP des Finales
- Joe Dumars – 1989
- Isiah Thomas – 1990
- Chauncey Billups – 2004

### Défenseur de l'année
- Dennis Rodman (x2) – 1990, 1991
- Ben Wallace (x4) – 2002, 2003, 2005, 2006

### Rookie de l'année
- Don Meineke – 1953
- Dave Bing – 1967
- Grant Hill – 1995

### 6ème homme de l'année
- Corliss Williamson – 2002

### Entraîneur de l'année
- Ray Scott – 1974
- Rick Carlisle – 2002

### NBA Executive of the Year
- Joe Dumars – 2003

### NBA Sportsmanship Award
- Joe Dumars – 1996

### J. Walter Kennedy Citizenship Award
- Bob Lanier – 1978
- Kent Benson – 1982
- Isiah Thomas – 1987
- Joe Dumars – 1994
- Chauncey Billups – 2008

## Hall of Fame

### Joueurs
25 hommes ayant joué aux Pistons principalement, ou de façon significative pendant leur carrière ont été introduits au Basketball Hall of Fame (également appelé Naismith Memorial Basketball Hall of Fame).
| Joueur           | Activité aux Pistons | Activité aux Pistons | Hall of Fame        |
| Joueur           | Années               | Titres avec Détroit  | Année intronisation |
| ---------------- | -------------------- | -------------------- | ------------------- |
| Andy Phillip     | 1952–1956            | 0                    | 1961                |
| Dave DeBusschere | 1962–1968            | 0                    | 1983                |
| Bob Houbregs     | 1954–1958            | 0                    | 1987                |
| Bobby McDermott  | 1941–1946            | 0                    | 1988                |
| Dave Bing        | 1966–1975            | 0                    | 1990                |
| Harry Gallatin   | 1957–1958            | 0                    | 1991                |
| Bob Lanier       | 1970–1980            | 0                    | 1992                |
| Walt Bellamy     | 1968–1970            | 0                    | 1993                |
| Dick McGuire     | 1957–1960            | 0                    | 1993                |
| Buddy Jeannette  | 1943–1946            | 0                    | 1994                |
| George Yardley   | 1953–1959            | 0                    | 1996                |
| Bailey Howell    | 1959–1964            | 0                    | 1997                |
| Bob McAdoo       | 1979–1981            | 0                    | 2000                |
| Isiah Thomas     | 1981–1994            | 2                    | 2000                |
| Joe Dumars       | 1985–1999            | 2                    | 2006                |
| Adrian Dantley   | 1986–1989            | 1                    | 2008                |
| Dennis Rodman    | 1986–1993            | 2                    | 2011                |
| Nat Clifton      | 1956–1957            | 0                    | 2014                |
| Allen Iverson    | 2008–2009            | 0                    | 2016                |
| Tracy McGrady    | 2010–2011            | 0                    | 2017                |
| Grant Hill       | 1994–2000            | 0                    | 2018                |
| Chuck Cooper     | 1956                 | 0                    | 2019                |
| Ben Wallace      | 2000–2006 2009–2012  | 1                    | 2021                |
| Chris Webber     | 2007                 | 0                    | 2021                |
| Chauncey Billups | 2002–2009 2013–2014  | 1                    | 2024                |

### Entraineurs, managers et contributeurs
| Personnalité  | Activité aux Pistons | Activité aux Pistons | Activité aux Pistons | Hall of Fame        | Hall of Fame |
| Personnalité  | Années               | Titres avec Détroit  | Fonction             | Année intronisation | Qualité      |
| ------------- | -------------------- | -------------------- | -------------------- | ------------------- | ------------ |
| Chuck Daly    | 1983–1992            | 2                    | entraîneur           | 1994                | entraîneur   |
| Fred Zollner  | 1941–1974            | 0                    | fondateur            | 1999                | contributeur |
| Larry Brown   | 2003–2005            | 1                    | entraîneur           | 2002                | entraîneur   |
| Earl Lloyd    | 1958–1960            | 0                    | contributeur         | 2003                | contributeur |
| Bill Davidson | 1974–2009            | 3                    | propriétaire         | 2008                | contributeur |
| Dick Vitale   | 1978–1979            | 0                    | entraîneur           | 2008                | contributeur |
| Rod Thorn     | 1964–1965            | 0                    | contributeur         | 2018                | contributeur |

## Maillots retirés
Les maillots retirés de la franchise des Pistons sont les suivants :
- 1 - Chauncey Billups
- 2 - Chuck Daly (Chuck Daly n'a jamais joué en NBA, ceci représente les 2 titres qu'il a gagnés avec les Pistons en tant que entraîneur)
- 3 - Ben Wallace
- 4 - Joe Dumars
- 10 - Dennis Rodman
- 11 - Isiah Thomas
- 15 - Vinnie Johnson
- 16 - Bob Lanier
- 21 - Dave Bing
- 32 - Richard Hamilton
- 40 - Bill Laimbeer

## Récompenses du All-Star Week-End

### Sélections au All-Star Game
Liste des joueurs sélectionnés pour le All-Star Game, en tant que joueur des Pistons de Détroit :
- Fred Schaus – 1951,
- Larry Foust (x6) – 1951, 1952, 1953, 1954, 1955, 1956
- Frank Brian – 1952
- Andy Phillip (x3) – 1953, 1954, 1955
- George Yardley (x5) – 1955, 1956, 1957, 1958, 1959
- Mel Hutchins (x2) – 1956, 1957
- Dick McGuire (x2) – 1958, 1959
- Gene Shue (x5) – 1958, 1959, 1960, 1961, 1962
- Walt Dukes (x2) – 1960, 1961
- Chuck Noble – 1960
- Bailey Howell (x4) – 1961, 1962, 1963, 1964
- Don Ohl (x2) – 1963, 1964
- Dave DeBusschere (x3) – 1966, 1967, 1968
- Eddie Miles – 1966
- Dave Bing (x6) – 1968, 1969, 1971, 1973, 1974, 1975
- Jimmy Walker (x2) – 1970, 1972
- Bob Lanier (x7) – 1972, 1973, 1974, 1975, 1977, 1978, 1979
- Curtis Rowe – 1976
- Isiah Thomas (x11) – 1982, 1983, 1984, 1985, 1986, 1987, 1988, 1989, 1990, 1992, 1993
- Kelly Tripucka (x2) – 1982, 1984
- Bill Laimbeer (x4) – 1983, 1984, 1985, 1987
- Joe Dumars (x6) – 1990, 1991, 1992, 1993, 1995, 1997
- Dennis Rodman (x2) – 1990, 1992
- Grant Hill (x5) – 1995, 1996, 1997, 1998, 2000
- Jerry Stackhouse (x2) – 2000, 2001
- Ben Wallace (x4) – 2003, 2004, 2005, 2006
- Chauncey Billups (x3) – 2006, 2007, 2008
- Richard Hamilton (x3) – 2006, 2007, 2008
- Rasheed Wallace (x2) – 2006, 2008
- Allen Iverson – 2009
- Andre Drummond (x2) – 2016, 2018
- Blake Griffin – 2019
- Cade Cunningham – 2025

### MVP du All-Star Game
- Bob Lanier  – 1974
- Isiah Thomas (x2)  – 1984, 1986

### Entraîneur au All-Star Game
- Chuck Daly – 1990
- Doug Collins – 1997
- Flip Saunders – 2006

## Distinctions en fin d'année

### All-NBA Team

#### All-NBA First Team
- Larry Foust – 1955
- George Yardley – 1958
- Gene Shue – 1960
- Dave Bing (x2) – 1968, 1971
- Isiah Thomas (x3) – 1984, 1985, 1986
- Grant Hill – 1997

#### All-NBA Second Team
- Fred Schaus – 1950
- Larry Foust – 1952
- George Yardley – 1957
- Gene Shue – 1961
- Bailey Howell – 1963
- Dave DeBusschere – 1969
- Dave Bing – 1974
- Isiah Thomas (x2) – 1983, 1987
- Joe Dumars – 1993
- Grant Hill (x4) – 1996, 1998, 1999, 2000
- Ben Wallace (x3) – 2003, 2004, 2006
- Chauncey Billups – 2006

#### All-NBA Third Team
- Joe Dumars (x2) – 1990, 1991
- Dennis Rodman – 1992
- Ben Wallace (x2) – 2002, 2005
- Chauncey Billups – 2007
- Andre Drummond – 2016
- Blake Griffin – 2019
- Cade Cunningham – 2025

### NBA All-Defensive Team

#### NBA All-Defensive First Team
- Joe Dumars (x4) – 1989, 1990, 1992, 1993
- Dennis Rodman (x5) – 1989, 1990, 1991, 1992, 1993
- Ben Wallace (x5) – 2002, 2003, 2004, 2005, 2006

#### NBA All-Defensive Second Team
- M. L. Carr – 1979
- Joe Dumars – 1991
- Clifford Robinson – 2002
- Chauncey Billups (x2) – 2005, 2006
- Tayshaun Prince (x4) – 2005, 2006, 2007, 2008

### NBA All-Rookie Team

#### NBA All-Rookie First Team
- Dave DeBusschere – 1963
- Joe Caldwell – 1965
- Tom Van Arsdale – 1966
- Dave Bing – 1967
- Bob Lanier – 1971
- Terry Tyler – 1979
- Isiah Thomas – 1982
- Kelly Tripucka – 1982
- Joe Dumars – 1986
- Grant Hill – 1995
- Brandon Knight – 2012
- Saddiq Bey – 2021
- Cade Cunningham – 2022

#### NBA All-Rookie Second Team
- Lindsey Hunter – 1994
- Željko Rebrača – 2002
- Rodney Stuckey – 2008
- Jonas Jerebko – 2010
- Greg Monroe – 2011
- Andre Drummond – 2013
- Kyle Singler – 2013
- Isaiah Stewart – 2021
- Jalen Duren – 2023
- Jaden Ivey – 2023